# Baie de Bucareli
La baie de Bucareli est une baie dans l'archipel Alexandre au sud-est de l'Alaska aux États-Unis. Elle est située sur la côte ouest de l'île du Prince-de-Galles, entre l'île Baker et l'île Suemez. À l'est elle relie diverses étendue maritime comme la baie de San Alberto et à l'ouest elle s'ouvre sur l'océan Pacifique. Elle est ainsi nommée, en 1775 par Juan Francisco de la Bodega y Quadra, en l'honneur d'Antonio María de Bucareli y Ursúa, alors vice-roi de Nouvelle-Espagne.